# Veronika Šarec
Veronika Šarec (* 8. Mai 1968 in Ljubljana) ist eine ehemalige slowenische Skirennläuferin.
Die für Jugoslawien startende Šarec hat ein Weltcuprennen gewonnen, den Slalom in Haus im Ennstal am 14. Januar 1990 (vor Monika Maierhofer und Claudia Strobl). Ihr erstes Podest war ihr als Dritte im Slalom von Piancavallo am 19. Dezember 1987 gelungen, wobei sie mit sensationeller Laufbestzeit im zweiten Durchgang noch von Rang 18 nach vorne gefahren war. Bei den Weltmeisterschaften 1991 in Saalbach-Hinterglemm belegte sie im Riesenslalom den 4. Platz. Im Frühjahr 1992 gab sie ihren Rücktritt vom Spitzensport bekannt.